# Dwojaki (naczynie)

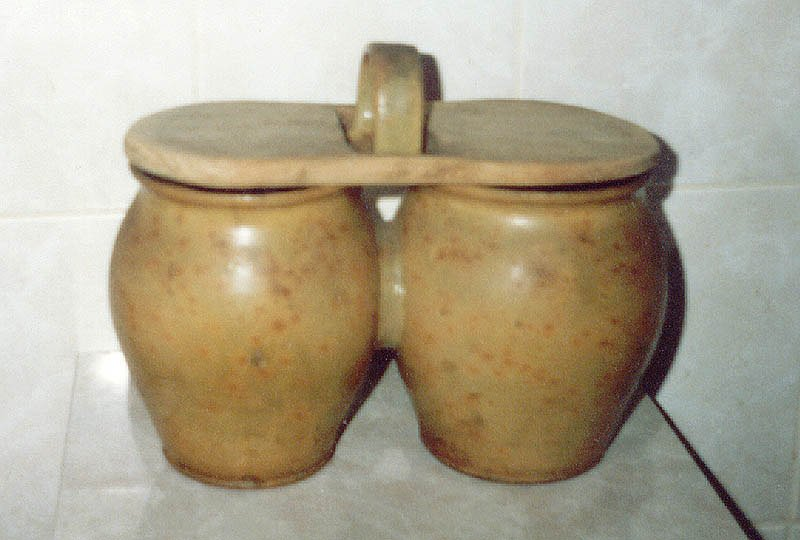
Dwojaki

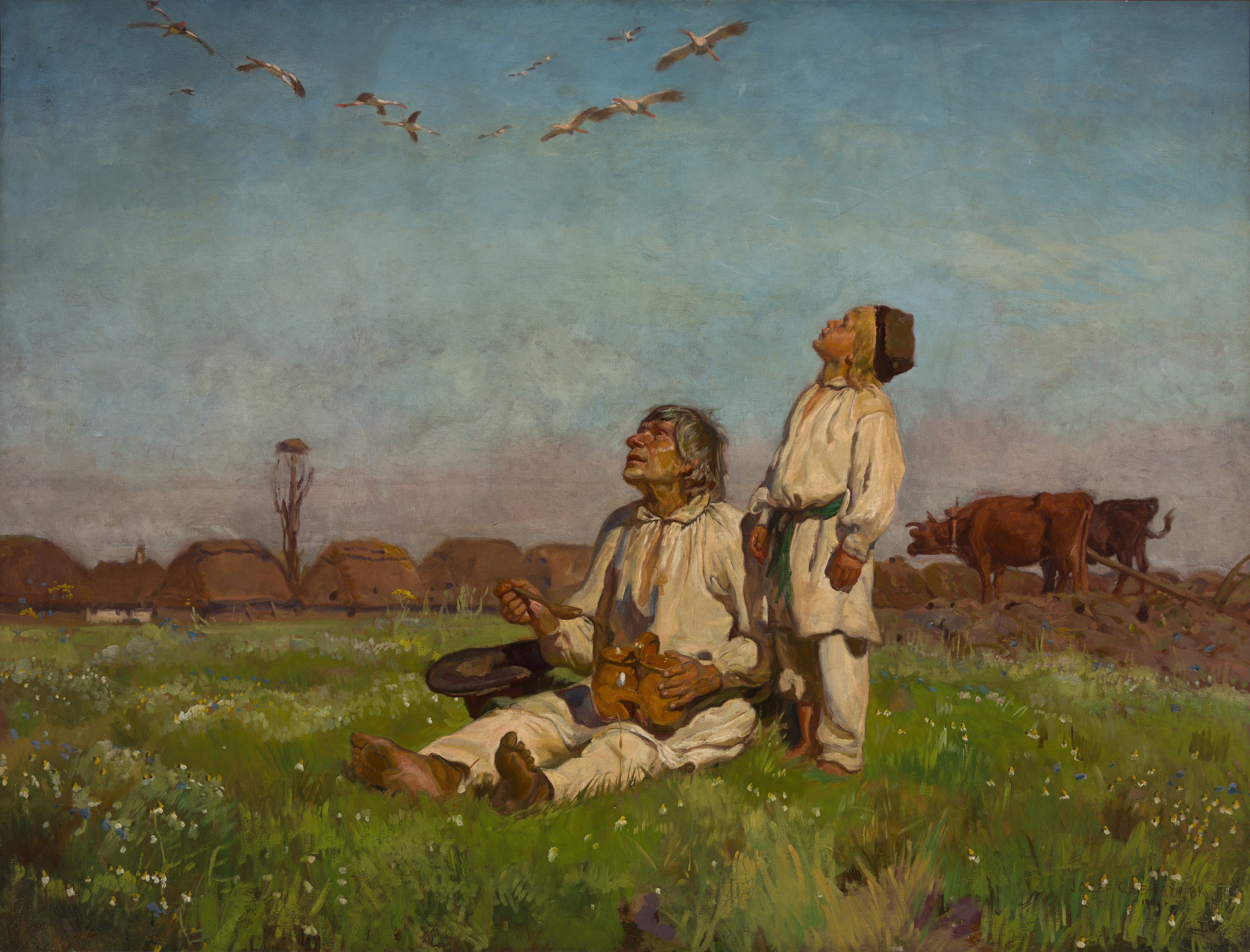
Józef Chełmoński: Bociany (1900)

Dwojaki – podwójne naczynie gliniane z uchem, w którym dawniej donoszono na pole dwudaniowe posiłki pracującym tam cały dzień oraczom czy żniwiarzom.

## Historia
Taki moment spożywania doniesionego w dwojakach posiłku przedstawił na prezentowanym obok obrazie Bociany malarz Józef Chełmoński. Wspomina o tym również Władysław Reymont w nagrodzonej literacką Nagrodą Nobla powieści Chłopi.
W niektórych regionach Polski dwojaki nazywano w skrócie dwakami.